# Fiebre del caucho

Región amazónica, escenario de la Fiebre del caucho.

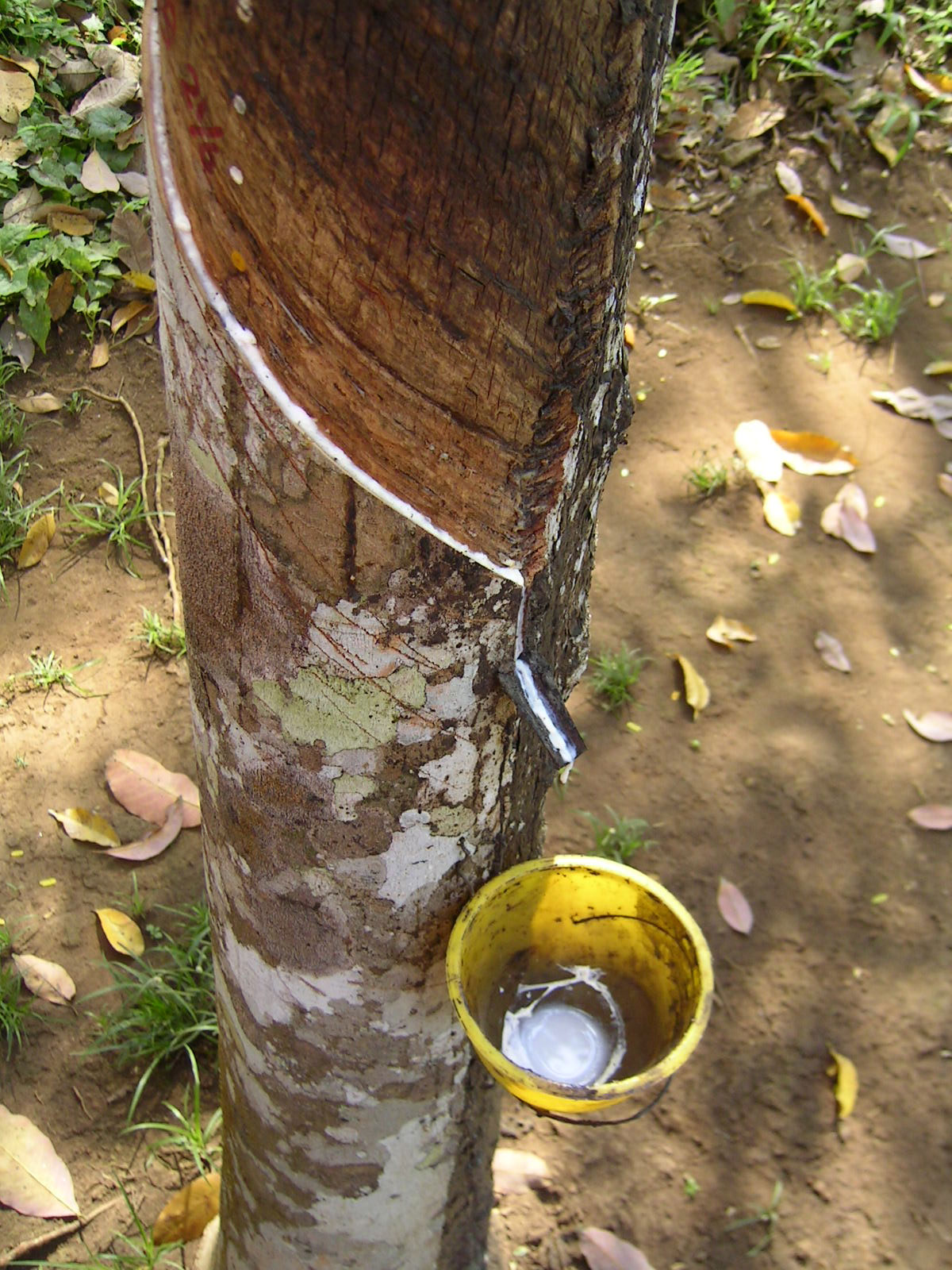
Extracción de látex de un Árbol del caucho o Seringueira (en portugués).

La fiebre del caucho es la denominación dada a una parte importante de la historia económica y social de países con territorios amazónicos, como Brasil, Perú, Colombia, Bolivia, Ecuador y Venezuela. Este hecho estuvo relacionado con la extracción y comercialización del caucho. Tuvo como centro la región amazónica, disparando su proceso colonizador, atrayendo riqueza y causando transformaciones culturales y sociales, además de dar gran impulso a ciudades amazónicas como Iquitos en el Perú y en especial las ciudades brasileñas de Belém y Manaos.
La fiebre del caucho vivió su auge entre 1879 y 1912, experimentando un renacimiento entre los años 1942 y 1945. El descubrimiento de la vulcanización y de la cámara neumática en la década de los años 1850 dio lugar a una "fiebre extractiva del caucho".

## Antecedentes
Se denomina caucho al jugo o látex de una variedad de plantas o árboles de gran tamaño. Hay diversas variedades de gomas, entre ellas jebe, balata y gutapercha. Los árboles que proveen esta sustancia son las heveas, el guayule, el ficus elástico, y la castilloa ulei, entre otras.
La actividad extractora del caucho se desarrolló en la selva amazónica a partir del árbol del caucho o seringueira (en portugués), un árbol  perteneciente a la familia de las Euphorbiaceae, también conocido como árbol de la fortuna. Del tallo de este árbol se extrae un líquido blanco, llamado látex, compuesto en un 35% de hidrocarburos, destacándose el 2-metil-1,3-butadieno (C5H8), comercialmente conocido como isopreno o monómero de caucho.
Los indígenas centroamericanos fueron los primeros en aprovechar las particulares propiedades del caucho natural. La primera fábrica de productos de caucho (bandas elásticas y suspensorios) surgió en la capital francesa, París, en el año 1803. 
El látex es una sustancia prácticamente neutra, con un pH de 7,0 a 7,2. Pero cuando se deja expuesta al aire por un periodo de 12 a 24 horas, el pH disminuye a 5,0 y sufre una coagulación espontánea, formando un polímero que es el caucho, representado por la fórmula química (C5H8)n, donde n es del orden de 10 000 y presenta una masa molecular media de 600 000 a 950 000 g/mol.
El caucho, obtenido de esta manera posee una serie de inconvenientes: la exposición al aire provoca que el líquido extraído se contamine con otros materiales (detritos), lo que lo convierte en una sustancia perecedera y pegajosa debido a la acción de la temperatura. Por medio de un proceso industrial, el caucho es tratado y se eliminan las impurezas; luego se somete a un proceso denominado vulcanización, que da como resultado la desaparición de las propiedades indeseables del caucho. De esta manera, el caucho se vuelve imperecedero, resistente a los solventes y a las variaciones de temperatura, adquiriendo excelentes propiedades mecánicas y perdiendo su carácter pegajoso

## Fiebre del caucho en el Brasil

### La primera fiebre del caucho en Brasil: 1879-1912

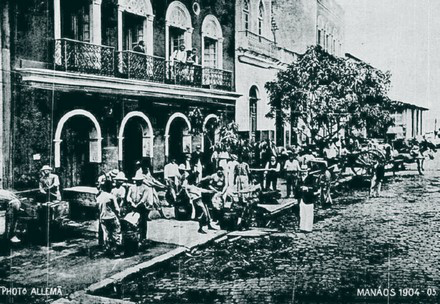
Centro comercial en la región amazónica en 1904.

Tras el descubrimiento de América, la Amazonia brasileña se mantuvo en estado de aislamiento durante los primeros cuatro siglos y medio, pues no poseía importantes vetas de oro u otro mineral que se revalorizó en el mercado mundial, generando ganancias y dividendos a cualquiera que se aventurase en este negocio. 
Desde inicios de la segunda mitad del siglo XIX, el caucho comenzó a ejercer una fuerte atracción en emprendedores visionarios. La actividad extractora del látex en la Amazonia se tornó de inmediato en una actividad muy lucrativa. El caucho natural conquistó un lugar destacado en las industrias de Europa y Norteamérica, alcanzando un elevado precio. Esto desencadenó la llegada de extranjeros a Brasil, que venían con la intención de conocer el famoso árbol del caucho y los métodos de extracción, con el fin de obtener ganancias con este nuevo negocio. Debido a la extracción del caucho, se desarrollaron las ciudades de Manaos, Belém y otras poblaciones brasileñas, que en poco tiempo y debido a la riqueza que trajo el caucho se transformaron en ciudades.

#### El proyecto de la línea férrea

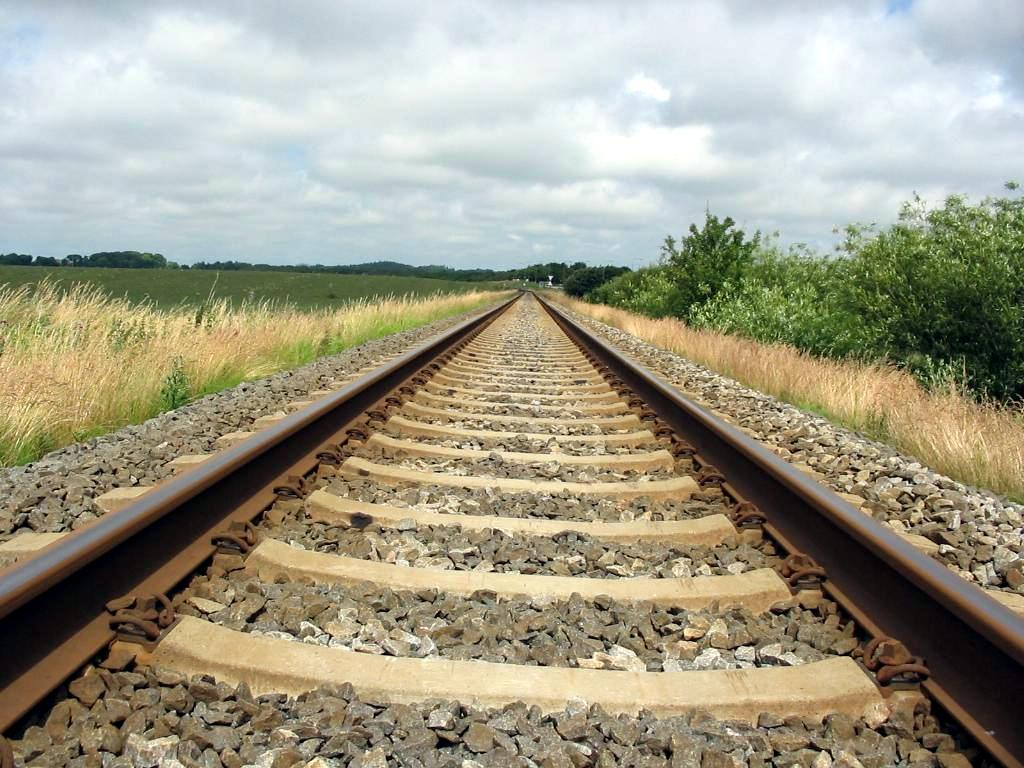
La Fiebre del caucho justificó la construcción del Ferrocarril Madeira-Mamoré.

La idea de construir un ferrocarril en las márgenes de los ríos Madeira y Mamoré surgió en Bolivia en el año de 1846. Como este país no tenía vías para sacar la producción de caucho a través de su territorio, era necesario crear alguna alternativa que permitiera exportar el caucho a través del océano Atlántico.
La idea inicial, optaba por la vía de la navegación fluvial, subiendo por el río Mamoré en territorio boliviano y después por el río Madeira en Brasil. Pero el recorrido tenía grandes obstáculos naturales: veinte cascadas impedían la navegación. Entonces se comenzó a pensar en la construcción de una línea férrea que cubriese por tierra el trecho fluvial problemático.
En 1867, los ingenieros José y Francisco Keller organizaron una gran expedición en la región de las cascadas del río Madeira, para dar con la forma más adecuada de transporte del caucho y a la vez el mejor trazado para una posible vía ferroviaria.
Aunque la idea de la navegación fluvial fuese complicada, en 1869, el ingeniero estadounidense George Earl Church obtuvo del gobierno boliviano la concesión para crear una empresa que explorase las alternativas de navegación que ligara los ríos Mamoré y Madeira. Pero poco tiempo después y viendo las dificultades de este proyecto, Church cambió los planes centrándose en la posibilidad de construir un ferrocarril.
Las negociaciones continuaron, y en el año de 1870 Church recibió del gobierno brasileño el permiso para construir una línea férrea en la zona de las cascadas del río Madeira.

#### La Cuestión del Acre

Territorio del actual estado de Acre en Brasil.

A  finales del siglo XIX, la abusiva y descontrolada extracción del caucho estaba a punto de causar un conflicto internacional. Los trabajadores brasileños se adentraban cada vez más en las selvas del territorio peruano, en busca de nuevos árboles de caucho para extraer el látex, generando conflictos y luchas por cuestiones fronterizas, que incluso llegaron a requerir la presencia militar.
La República Brasileña —denominada actualmente vieja república—, recién proclamada, sacaba el máximo provecho de las riquezas obtenidas con la venta del caucho, pero preocupaba mucho la Questão do Acre (Cuestión del Acre, como se conocían los conflictos fronterizos por causa de la extracción del caucho).
Fue entonces cuando la intervención del diplomático barón de Río Branco y del embajador Assis Brasil, en parte financiados por los magnates del caucho, culminó en la firma del Tratado de Petrópolis, llevada a cabo el 17 de noviembre de 1903 durante el gobierno del presidente Rodrigues Alves. Este tratado puso fin a la contienda con Bolivia, garantizando el control y posesión por parte de Brasil de las tierras y selvas del Acre.
Brasil obtuvo el dominio definitivo de la región, dando a cambio tierras del estado de Mato Grosso y el pago de dos millones de libras esterlinas, bajo el compromiso de construir una línea férrea que superase el difícil trecho del río Madeira y que permitiese el libre acceso de mercaderías bolivianas (siendo el caucho la principal), a los puertos brasileños del Atlántico (inicialmente Belém do Pará, en la desembocadura del río Amazonas).
Debido a este episodio histórico, resuelto pacíficamente, la capital de Acre recibió el nombre de Rio Branco y dos municipios el nombre de dos importantes personajes: Assis Brasil y Plácido de Castro.

##### La cuestión del Acre desde la posición peruana
El territorio peruano se extendía hasta el río Madeira en Brasil. Sin embargo, entre 1867 y 1909, todo el territorio del Acre pasó al Brasil sin librarse batalla. Los presuntos derechos del Brasil sobre esa extensa zona se remontan a que, en 1867, el presidente boliviano Mariano Melgarejo había cedido territorios peruanos a Brasil –como si fueran de Bolivia– y lo hizo nuevamente en 1899 por el Tratado de Petrópolis, luego de una larga guerra fronteriza de casi 30 años. Desde entonces Brasil quiso poseer por la fuerza dichas tierras, deseando extenderse inclusive hasta el río Purús, río Yurúa, río Ucayali y Río Itaya.
El 25 de octubre de 1902, la guarnición peruana de Amuheya rechazó a un destacamento brasileño que le exigía abandonar su puesto. En 1903, una lancha con personal peruano del comisariado de Chandles fue tiroteada en el Acre. En 1904, el coronel brasileño José Ferreira arribó al río Santa Rosa, afluente del Purús, y saqueó caucho y siringa a extractores peruanos. En noviembre de ese año, la guarnición de Amuheya se rindió ante fuerzas brasileras superiores después de dos días de combates. Considerando imposible defender militarmente la región, la pérdida peruana se hizo efectiva por el Tratado Velarde-Rio Branco de 1909 y se acordó un recorte territorial complementario con el Tratado Polo-Sánchez Bustamante, también de 1908.

#### Construcción, auge y ocaso del ferrocarril Madeira-Mamoré
La línea férrea Madeira-Mamoré fue construida bajo la gestión del empresario estadounidense Percival Farquhar. También es conocida como el Ferrocarril del diablo (Ferrovia do Diabo en portugués) pues durante su construcción cobró la vida de cerca de seis mil trabajadores. La construcción de la línea férrea comenzó en 1907 durante el gobierno de Affonso Penna y fue uno de los episodios más significativos en la historia de la colonización amazónica, mostrando la clara intención de integrar la región al mercado mundial mediante la comercialización del caucho.
El 30 de abril de 1912 fue inaugurado el último trecho de la línea férrea. Tal ocasión registró la llegada del primer convoy a la ciudad de Guajará-Mirim, fundada ese mismo día. Sin embargo, el destino del ferrocarril que fue construido con el propósito de transportar el caucho y otros productos de la región amazónica –por parte de Bolivia y Brasil– hacia los puertos del Océano Atlántico, tuvo un mal desenlace que desincentivó y desplazó el transporte de productos a través del ferrocarril Madeira-Mamoré: la caída vertiginosa del precio del látex en el mercado mundial –que volvió irrentable el comercio del caucho–, la entrada en servicio de dos nuevas vías ferroviarias (una de ellas construida en Chile y otra en la Argentina), y a la entrada en servicio del Canal de Panamá el 15 de agosto de 1914.
A estos hechos, se sumaron los factores ambientales: la propia selva amazónica, con su alto índice de precipitación pluviométrica se encargó de destruir trechos enteros de la vía, terraplenes y puentes, tragándose, gran parte del proyecto que el hombre insistía en abrir para continuar con el funcionamiento de este ferrocarril.
El ferrocarril fue deshabilitado parcialmente en la década de 1930 y totalmente en 1972, año en que fue inaugurada la carretera Transamazónica. De 364 km de longitud que llegó a tener la línea férrea, quedan tan solo siete activos, que son utilizados para fines turísticos.

#### Apogeo, refinamiento y lujo

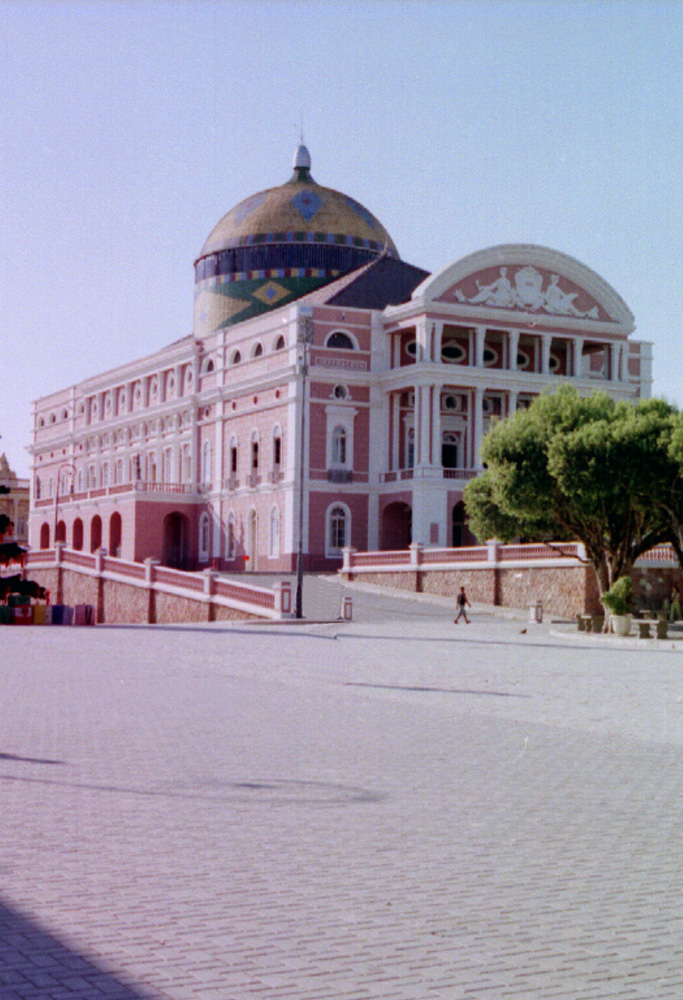
La fiebre del caucho convirtió las ciudades amazónicas en prósperos centros económicos y culturales. Teatro Amazonas de la ciudad de Manaos.

La ciudad brasilera de Manaos, localizada en el estado de Amazonas, era considerada en esta época la ciudad más desarrollada de Brasil y una de las más prósperas del mundo. Era la única ciudad de este país en poseer luz eléctrica y sistema de acueducto y alcantarillado. Manaos vivió su apogeo entre 1890 y 1920, gozando de tecnologías que otras ciudades del sur de Brasil no poseían. Ofrecía más de quince kilómetros de tranvía eléctrico, cuando Nueva York o Boston sólo ofrecía tranvías tirados por caballos. Las avenidas fueron construidas sobre pantanos desecados, se irguieron edificios imponentes y lujosos como el Teatro Amazonas, inaugurado el 6 de enero de 1897 con una representación de La Gioconda de Amilcare Ponchielli, interpretada por la Gran Compañía de Ópera Italiana, o el Palacio de Justicia, cuya construcción encargada por el gobernador Eduardo Ribeiro, costó dos millones de dólares. 
El apogeo fue posible gracias al alto impuesto que se cobraba por la exportación del caucho. Estas condiciones crearon un clima favorable para banqueros y comerciantes.
La influencia europea pudo entreverse en la ciudad de Manaos, sobre todo en su arquitectura y el estilo de vida, haciendo del siglo XIX la mejor fase económica vivida por la ciudad. La región amazónica era origen, en esta época, de casi el 40% de todas las exportaciones brasileras. Los nuevos ricos de Manaos convirtieron esta ciudad en la capital mundial del comercio de diamantes. Gracias al caucho, la renta per cápita de Manaos era dos veces superior a la de la región productora de café (São Paulo, Río de Janeiro y Espírito Santo).
Pero no todo era color rosa. Con la exuberancia económica también arribaron los peores excesos del capitalismo y la industrialización. La ostentación se convirtió en una costumbre. Según el autor Wade Davis:
«Los magnates del caucho prendían sus habanos con billetes de cien dólares y aplacaban la sed de sus caballos con champaña helado en cubetas de plata. Sus esposas, que desdeñaban las aguas fangosas del Amazonas, enviaban la ropa sucia a Portugal para que la lavaran allá. Los banquetes se servían en mesas de mármol de Carrara, y los huéspedes se sentaban en asientos de cedro importados desde Inglaterra (...) Después de cenas que costaban a veces hasta cien mil dólares, los hombres se retiraban a elegantes burdeles. Las prostitutas acudían en tropel desde Moscú y Tánger, El Cairo, París, Budapest, Bagdad y Nueva York. Existían tarifas fijas. Cuatrocientos dólares por vírgenes polacas de trece años...»
Al iniciar su decadencia el lema de la ciudad era 'Vale Quam Tem', o "vales lo que tienes".

### Genocidio y esclavitud por causa del caucho
Durante la primera fiebre del caucho, que inició en la década de 1850, los territorios amazónicos estaban habitados en su mayor parte por etnias indígenas. Algunas de las más explotadas fueron la Bora, Uitoto, Andoque y Ocaina, las cuales estaban en la frontera entre Colombia y Perú. La llegada de colonizadores a estos territorios en busca del preciado caucho y la fundación de la Peruvian Amazon Rubber Company, con la que Julio César Arana acumuló una gran fortuna, causaron un choque cultural y maltrato hacia los nativos, lo cual desembocó en torturas, prostitución forzada, pedofilia, esclavitud, masacres y mutilaciones. Para el momento en que se reportaron estas atrocidades, tres cuartos de la población del Putumayo ya habían desaparecido.
Algunos de los personajes directamente relacionados con estas prácticas de sevicia y crueldad gozan de una injusta inocencia frente a la historia. Julio César Arana y sus crueles capataces, entre los cuales resalta el monstruoso Miguel Loayza, los funcionarios de las multinacionales, las autoridades locales que no defendieron a los indígenas de su exterminio.  
Según cálculos del escritor Wade Davis, «por cada tonelada de caucho producida, asesinaban a diez indios y centenares quedaban marcados de por vida con los latigazos, heridas y amputaciones que se hicieron famosos en el noreste amazónico».

### Fin del monopolio amazónico del caucho
Cuando la línea férrea Madeira-Mamoré, fue concluida en 1912 era muy tarde: La Amazonia ya estaba perdiendo la primacía del monopolio de producción porque los árboles del caucho plantados por los ingleses en Malasia Británica, Ceilán y en el África subsahariana, con semillas extraídas ilegalmente de la propia Amazonia, pasaron a producir látex con mayor eficiencia y productividad. Consecuentemente, los menores costos de producción se reflejaron en el precio final, lo que les permitió asumir el control del comercio mundial del producto.
El caucho proveniente de la Amazonia, pasó a tener un precio poco competitivo en el mercado mundial, reflejándose en el estancamiento de la economía regional. La crisis del caucho se profundizó por la falta de visión empresarial y gubernamental que se vio reflejada en la ausencia de alternativas que posibilitaran el desarrollo regional, lo que causó el ocaso de las otrora prósperas ciudades amazónicas.

Malasia Británica, que investigó técnicas de extracción y siembra de árboles de caucho, fue la principal responsable por la pérdida del monopolio cauchero de la región amazónica.

Además del ferrocarril Madeira-Mamoré y las ciudades de Porto Velho y Guajará-Mirim que dejó como herencia este apogeo, la crisis económica por el final de la fiebre del caucho, dejó marcas profundas en toda la región amazónica: el desplome del ingreso en los estados (mayormente en Perú y Brasil), alto índice de desempleo, éxodo rural y urbano, estancias y mansiones completamente abandonadas y principalmente, la total ausencia de esperanzas dentro de la población que decidió permanecer en la región.
Muchos de los trabajadores de las zonas caucheras, desprovistos de las ganancias de la extracción, se establecieron en la periferia de Manaos, Iquitos, Leticia y otras ciudades en busca de mejores condiciones de vida. Allí, por falta de un lugar para vivir, comenzaron a partir de 1920, la construcción de una "ciudad flotante", que se consolidaría en la década de 1960.
El gobierno central de Brasil creó una institución con el objetivo de controlar la crisis, llamado Superintendencia de Defensa del Caucho, pero resultó ineficiente y no consiguió solucionarla, siendo liquidada no mucho tiempo después de su creación.
En la década de 1930, Henry Ford, el pionero de la industria norteamericana de automóviles, emprendió la tarea de sembrar árboles del caucho en la Amazonia, con técnicas de cultivo y cuidados especiales, pero la iniciativa no tuvo éxito ya que la plantación fue atacada por una plaga que afectó las hojas de los árboles.

### La segunda fiebre del caucho: 1942-1945
La Amazonia viviría otra vez el auge del caucho durante la Segunda Guerra Mundial, sin embargo, no duró mucho tiempo. Debido a que las fuerzas japonesas lograron dominar militarmente el Pacífico Sur durante los primeros meses de 1942 e invadieron Malasia, el control de las zonas caucheras de Asia pasó a manos niponas, lo que dio como resultado la pérdida por parte de los países aliados del 97% de la producción de caucho asiático.

#### La batalla del caucho
En el afán de solucionar el problema de desabastecimiento de caucho que estaban sufriendo las Fuerzas aliadas, el gobierno brasileño pactó un acuerdo con el gobierno estadounidense (Acuerdo de Washington), que desencadenó una operación a gran escala de extracción de látex en la Amazonia que fue conocida como la batalla del caucho.
Como las zonas de extracción estaban abandonadas, contando con tan solo 35.000 trabajadores, el gran desafío de Getúlio Vargas, entonces presidente de Brasil, consistía en aumentar la producción anual de látex de 18.000 a 45.000 toneladas, como rezaba el acuerdo hecho con los norteamericanos. Para semejante tarea, serían necesarios unos 100.000 hombres.
El alistamiento de quien tuviese interés en trabajar en las zonas de extracción en 1943 era hecho por el Servicio Especial de Movilización de Trabajadores hacia la Amazonia (SEMTA), con sede en la ciudad de Fortaleza, en el nordeste brasileño, creado por el entonces denominado Estado Novo. La elección del nordeste como sede se debió esencialmente como respuesta a una sequía devastadora en la región y a la crisis precedente que tuvieron que afrontar los campesinos de la zona.
Además del SEMTA, fueron creados por el gobierno con la intención de sostener la "batalla del caucho" la Superintendencia para el abastecimiento del Valle Amazónico (SAVA), el Servicio Especial de Salud Pública (SESP) y el Servicio de Navegación de la Amazonia y de la Administración del Puerto de Pará (SNAPP). También se creó una institución llamada Banco de Crédito del Caucho que sería transformado en 1950 en el Banco de Crédito de la Amazonia.
El órgano internacional Rubber Development Corporation (RDC), financiado con capital de los industriales norteamericanos, costeaba los gastos de desplazamiento de los migrantes (conocidos en esa época como los brabos). El gobierno de los Estados Unidos pagaba al gobierno brasileño cien dólares por cada trabajador llegado al Amazonas.
Millares de trabajadores de varias regiones de Brasil atendieron el llamado del presidente y se lanzaron a la arriesgada aventura de extraer el precioso látex. Tan solo de la región nordeste se desplazaron a la Amazonia 54.000 trabajadores, siendo la mayoría del estado de Ceará. Por esta razón, los nordestinos recibieron el apodo de soldados del caucho.
Nuevamente, la región experimentó la sensación de riqueza y pujanza. El dinero volvió a circular en Manaos, Belém, y en ciudades y poblados vecinos, fortaleciéndose la economía regional.

#### El equipo básico

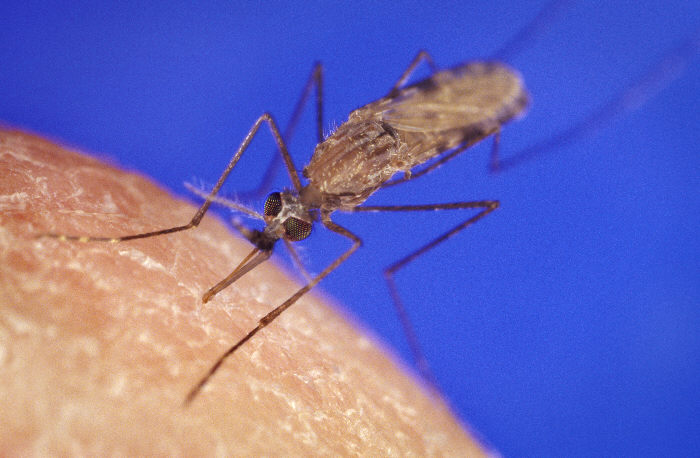
El zancudo o mosquito, insecto transmisor de la malaria y la fiebre amarilla, enfermedades que causaron muchas muertes a los trabajadores del caucho.

Cada trabajador firmaba un contrato con el SEMTA que ofrecía un pequeño salario durante el viaje hasta la Amazonia. Después de la llegada, recibirían una remuneración de 60 % de toda la ganancia que fuese obtenida con el caucho.
El equipamiento que recibía cada trabajador, al firmar el contrato, consistía en: un pantalón de mezclilla azul, una camisa blanca de calicó, un sombrero de paja, un par de alpargatas de crin de caballo, una caneca, un plato, unos cubiertos, una hamaca, un cartón de cigarrillos Colomy y una mochila.
Después de ser reclutados, los trabajadores eran alojados en un edificio construido para este fin, bajo rígida vigilancia militar, para después ser embarcados con destino al Amazonas en un viaje que llegaba a durar entre dos y tres meses.

### Un camino sin regreso
Para muchos de los trabajadores provenientes del nordeste y otras regiones de Brasil, esta aventura significó un camino sin regreso. Cerca de 30.000 trabajadores del caucho murieron abandonados en la Amazonia, después de haber agotado todas sus fuerzas extrayendo el oro blanco. Murieron de malaria, fiebre amarilla, hepatitis y atacados por animales como jaguares, serpientes y escorpiones. El gobierno brasileño incumplió su promesa de transportar a los soldados del caucho de vuelta a sus lugares de origen al final de la guerra; se calcula que consiguieron regresar (por sus propios medios) tan sólo 6.000 hombres. Los trabajadores sobrevivientes de esta batalla, son reconocidos como héroes nacionales en todo Brasil, de la misma manera que las fuerzas brasileñas que participaron en la Segunda Guerra Mundial.

## Fiebre del caucho en el Perú
En 1885, empezó la época del auge del caucho (aunque su explotación se realizaba ya desde tiempo atrás), producto cuya exportación aumentó año tras año hasta 1915, en que se registraron 3.029 toneladas métricas. Esta bonanza no volvería a repetirse. Iquitos experimentó durante aquellos años un auge y una prosperidad sin precedentes, bonanza que también alcanzó a otras ciudades como Tarapoto, Moyobamba, Pucallpa, Rioja, Lamas y Leticia (en ese momento aun era peruana). Los patrones derrochaban el dinero que habían ganado y construían lujosas viviendas para las que importaban materiales desde Alemania y otros países de Europa. Se impuso la moda europea y los caucheros vestían con las mejores telas y bebían los más finos licores. Muchas de las construcciones que aún se conservan en Iquitos dan testimonio del efímero período de abundancia y de improvisadas fortunas que, al final de cuentas, se esfumaron con la misma facilidad con que se habían formado a costa de tantas vidas, abusos y sacrificios.
La fiebre del caucho en el Perú, está teñida de sangre y pólvora, de gloria y abusos. La historia del caucho en el oriente peruano configuró el territorio actual y abrió los ojos a la administración de los gobiernos de turno, que poco o nada daba por esas extensas regiones verdes. Aquella época es posterior a las expediciones que llevaron a los conquistadores a ubicar el mítico El Dorado o un Paititi que encerraban incalculables tesoros; es también posterior al afán evangelizador de los misioneros que se internaron en la Amazonía para fundar centros poblados y "civilizar" a los "salvajes". El explorador que entró a la selva para extraer el caucho a fines del siglo XIX lo hizo con una imaginación libre de utópicas ciudades cubiertas de oro y sin una Biblia que justificara sus empresas.

### Los caucheros

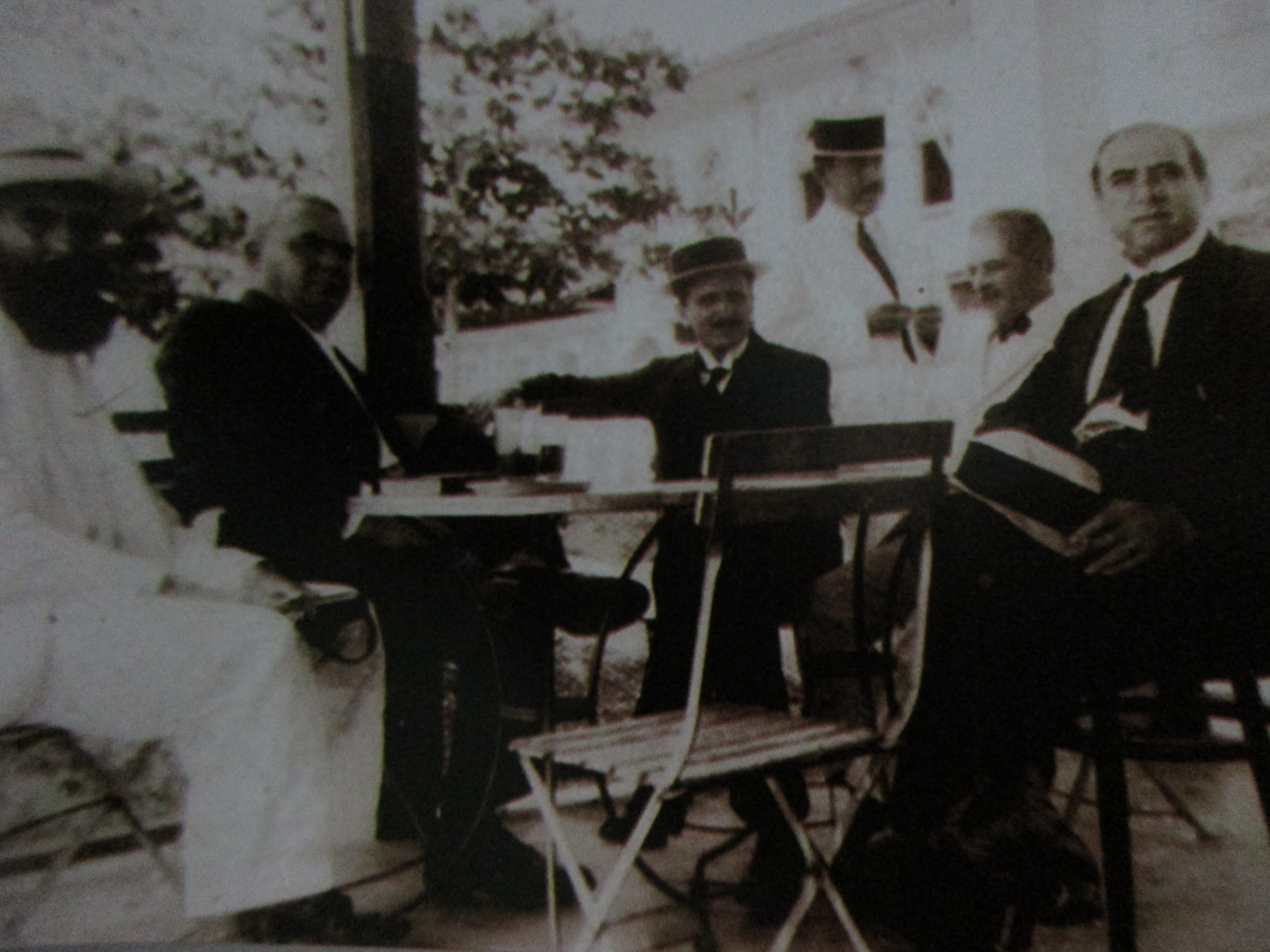
Barones del caucho de diferentes nacionalidades afincados en Iquitos, Perú.

El cauchero peruano no sólo fue un empresario dedicado a la extracción del látex; también fue un equivalente del minero en la frontera estadounidense, una suerte de ley en una tierra sin leyes, y muchas veces el defensor de la soberanía y la integridad territorial ante las aspiraciones expansionistas de los vecinos brasileños, colombianos y ecuatorianos. De hecho, eran conocidas las pretensiones brasileras que consideraban que el entonces imperio del Brasil sólo sería una potencia mundial si lograba una salida al Pacífico.
Iquitos, fundada en 1757, por los jesuitas y convertida en capital del departamento de Loreto por el mariscal del ejército del Perú Ramón Castilla y Marquezado, en 1864, fue el centro cauchero de la selva peruana y el primer puerto fluvial en el río Amazonas peruano. Desde allí se comercializaba con Manaos, en Brasil. Desde 1880, con el auge del caucho, la ciudad inició su expansión. Llegó a contar con colonias de portugueses, españoles, judíos, chinos, y hasta nueve consulados en aquella época. Iquitos gozó de años dorados en los que la riqueza que trajo el oro blanco dejó muestras del esplendor en mansiones y en edificios de estilo morisco, como la Casa de Fierro, diseñada por el ingeniero Gustave Eiffel.
La demanda del caucho a finales del siglo XIX, hizo que se iniciara una suerte de "fiebre del caucho", similar a la del oro de unas décadas antes en Estados Unidos de América, y Canadá. Colombianos, ecuatorianos y, sobre todo, brasileños se establecieron en la desconocida frontera amazónica y compartieron un territorio sin presencia estatal. Esta ausencia permitió muchos de los peores crímenes contra los indígenas locales, explotándolos a través de métodos que la modernidad no demorarían en condenar para siempre: el trabajo forzado, la tortura, la prostitución infantil, el terror.
Al inicio de aquella etapa, en 1886, el prefecto José Reyes Guerra, natural de Moyobamba, redactó un informe que auguraba el oscuro futuro de la explotación de aquel recurso:

"...los grandes beneficios que proporcionaría el caucho se verían ensombrecidos por mayores desgracias a no ser que el Estado tomara medidas..."
Informe del prefecto José Reyes Guerra al gobierno peruano#GGC11C

En esa época, las principales casas exportadoras eran las de Julio C. Arana, Luis Felipe Morey y Cecilio Hernández, aunque hubo numerosos caucheros menores no menos importantes. Arana fue el mayor: propietario de los fundos gomeros y de las colonias del Putumayo, la Casa Arana se convirtió en la Peruvian Amazon Company, con sede en Londres y con las sus acciones cotizadas en la bolsa. En 1909, desalojó a los caucheros colombianos y ganó el control no sólo del territorio comprendido entre el río Caquetá y el río Putumayo (antiguos límites del Perú), sino de la mano de obra indígena en toda la región.
Durante la prefectura de Pedro Portillo (1901-1904), se aprobaron leyes que gravaron a las importaciones e intentaron darle una mejor distribución a los impuestos derivados de la exportación de la goma, según sus calidades. Quedaron libres de impuestos productos como la manteca, el azúcar y las harinas, así como ciertas herramientas y maquinarias agrícolas. De este modo, la flamante aduana de Iquitos incrementó sus ingresos notablemente y Loreto se niveló económicamente con respecto al resto del país.
En un sentido que la historia ha mandado a revaluar, el cauchero fue un conquistador moderno, un explorador que –sin Biblia ni Dorado ni Paititi– gobernó una tierra indómita, descubrió en ella un atractivo desconocido y la convirtió en una región apetecible que hoy sigue ofreciendo infinitas posibilidades y riquezas en diversas formas. Desde una mirada más completa, debemos admitir que el negocio del caucho, si bien muy prolífico en términos económicos, impulsó excesos condenables que perjudicaron a cientos de miles de individuos e hirieron, tal vez para siempre, la diversidad cultural de la especia humana.

#### La fuerza laboral

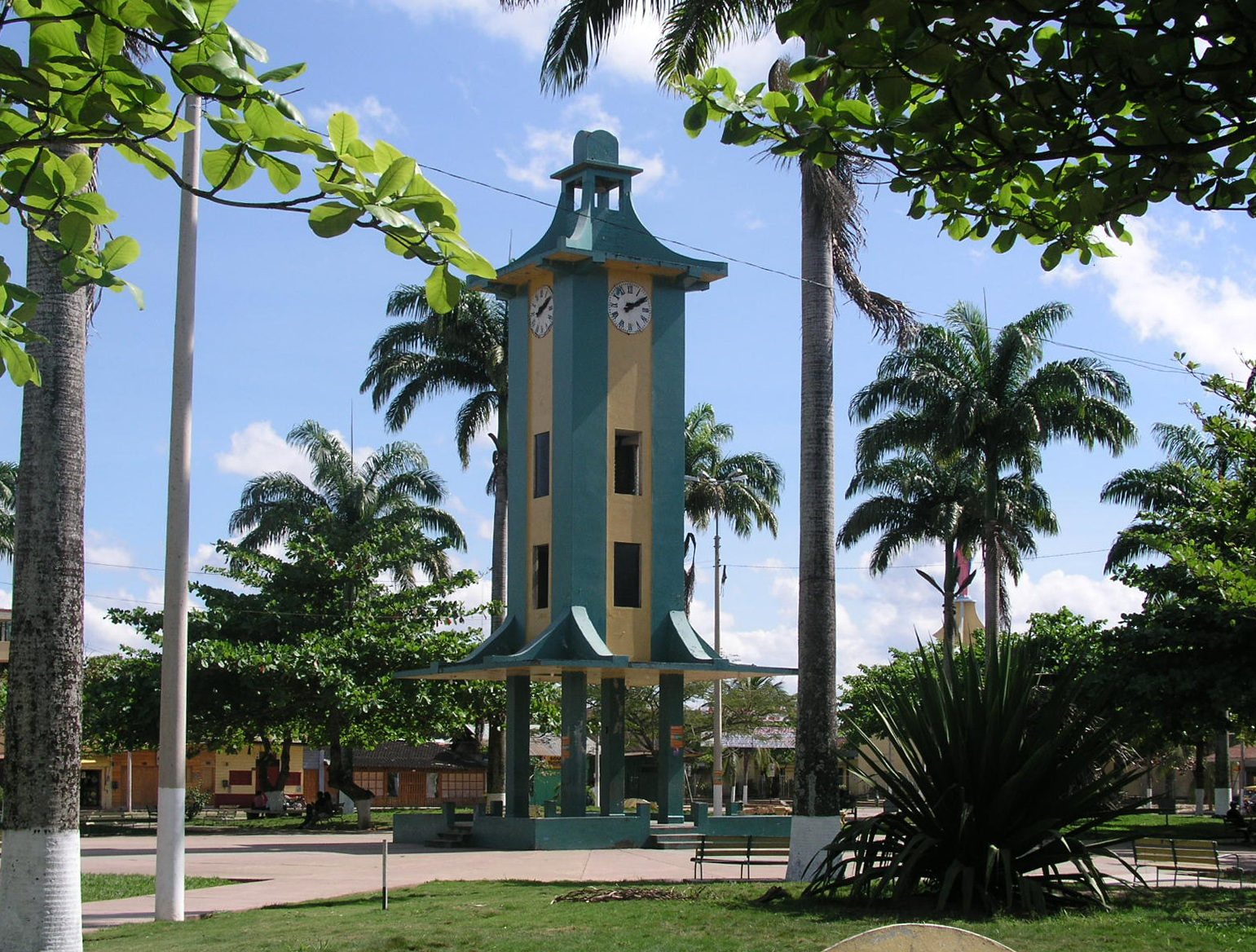
Plaza de Armas de Puerto Maldonado.

Los indios naturales de la Amazonía estaban divididos –según el etnocentrismo del colono– en dos grupos: los bautizados o "civilizados" y los "salvajes". Eran reclutados a la fuerza y obligados a entregar cierto número de arrobas de goma al mes con la amenaza añadida de torturas, mutilaciones y demás vejaciones. En virtud de tales consideraciones, algunas veces los caucheros extrajeron de sus tierras a nativos más sumisos y los trasladaron hasta sus colonias de producción.
El sistema de control de la fuerza laboral era cruel y desigual: el patrón sometía a los nativos y los obligaba a trabajar en condiciones de esclavitud. En cada barracón de trabajo había un capataz y, bajo su mando, un grupo de hombres armados que ponían orden en el barracón y perseguían, castigaban o neutralizaban cualquier amago de rebelión o huida. Dentro de estos "ejércitos" había una figura peculiar: la de los "muchachos", jóvenes nativos criados por los patrones que desempeñaron un papel importantísimo de control, ya que estaban armados y dominaban las lenguas y costumbres indígenas.
Otro aspecto de la era del caucho lo constituyó el desplazamiento de los nativos, sacados de sus tierras y llevados a convivir con otras etnias, a veces rivales entre sí. Solo en la cuenca del Putumayo, durante la primera década del siglo XX, murieron 40.000 indios de los 50.000 que antes vivieron allí.

#### Migración interna y colonización
Sin embargo, la explotación del caucho trajo otra consecuencia insospechada hasta entonces: la migración interna y la colonización de distintas zonas de montaña donde pocos se habían aventurado antes. Con la extracción de la goma fue necesario establecer zonas agrícolas para abastecer a los asentamientos. El Gobierno, fomentó esta migración y corrió con parte de los gastos de los pasajes, manutención temporal y con semillas para quienes fueran a las zonas señaladas. La peruana fue superior en número a la inmigración extranjera, y se desplazó principalmente de Rioja, Chachapoyas, Moyobamba, Tarapoto y Cajamarca.

### Personajes relacionados con el caucho

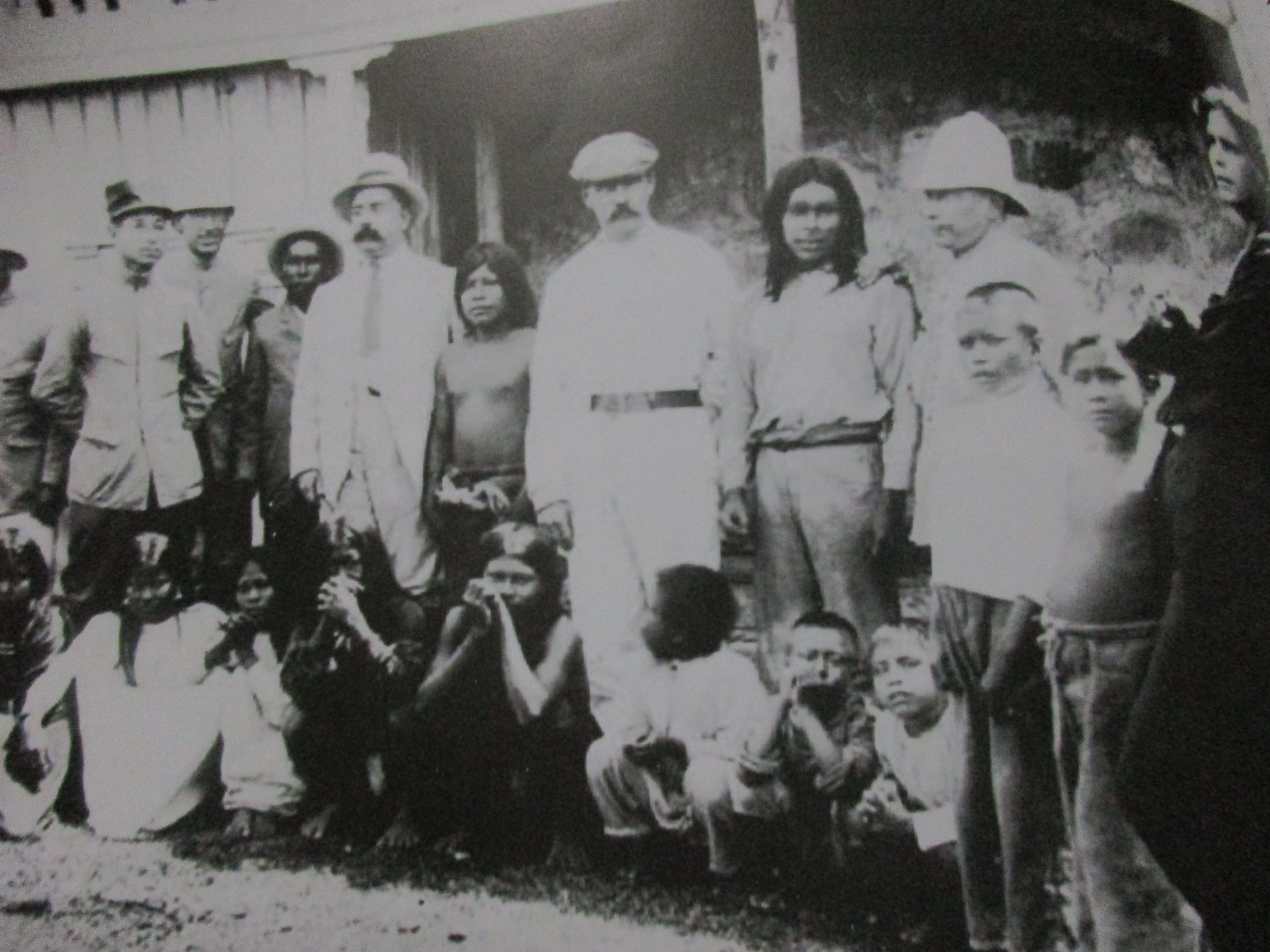
Julio César Arana del Águila con sus trabajadores.

El riojano Julio César Arana del Águila (1864-1952) en el nororiente y el sanluisino Carlos Fermín Fitzcarrald (1862-1897) en el suroriente, fueron los grandes emprendedores de la explotación del caucho. Las leyes no eran rigurosas y permitían el ingreso de caucheros bolivianos y brasileros al departamento de Madre de Dios en el Perú. Los bolivianos, por ejemplo, penetraban entre el río Beni y el río Mamoré, pero en las épocas de menor inundación llegaban hasta el río Madre de Dios. Hacia 1880, un influyente cauchero era el boliviano Nicolás Suárez, socio en una época de Fitzcarrald, que llegó a tener 16.000.000 de acres y 10 000 peones entre 1880 y 1910.
En el suroriente peruano, las grandes bolas de caucho se llevaban por vía fluvial y luego por tierra hasta el tramo ferroviario de Sandía en Puno, siguiendo un camino de herradura que llegaba hasta Marcapata. De Tirapa al Tambopata y de Sandía a Marcapata, hubo denso tráfico de productos relacionados con la actividad cauchera.
Fitzcarrald quiso innovar la extracción del caucho usando varaderos y cruces de cauces en línea recta. Esto requería llevar desde el río Ucayali hasta el río Manu, afluente del Madre de Dios, una pequeña lancha de vapor. Entre el río Serjalí (afluente del río Misahua) y el río Cashpajali (afluente del Manu), había unas lomadas arcillosas. La lanchita Contamana fue desarmada por Fitzcarrald para ponerla en el Cashpajali, al que siguió corriente abajo hacia el Madre de Dios. Fue la primera lancha a vapor en recorrer la cuenca. Luego el boliviano Suárez adquirió la Contamana.
Fitzcarrald, quien dio impulso al villorrio fluvial de Puerto Maldonado hasta hacer de él un próspero poblado, murió en 1897 mientras exploraba el Ucayali.
Desde el 22 de abril de 1901, con la Junta de Vías Fluviales para el sur de la Amazonía peruana y el Comisariato de Madre de Dios y Acre, empieza el empadronamiento de los caucheros y la concesión legítima de gomales.

### Istmo de Fitzcarrald
El descubrimiento de grandes bosques de árboles de caucho y jebe en los territorios del actual departamento de Madre de Dios, en el Perú, especialmente en los ríos Manu y Tahuamanu, Las Piedras y Los Amigos, puso a esta zona en la mira de los caucheros. Los viajes de exploración se sucedieron, entre ellos los del coronel Faustino Maldonado, quien murió ahogado en 1861, y el prefecto del Cusco, Baltasar de la Torre, también muerto trágicamente en 1873, en el curso de una expedición por el río Madre de Dios.
El acceso a la región, sin embargo, resultaba difícil, y más aún transportar los productos a los mercados europeos. El camino hacia el Cusco o Arequipa era excesivamente largo y aún no se había descubierto la ruta por el río Madre de Dios hasta el Madeira y el río Negro, para llegar al puerto de Manaos y de allí al océano Atlántico a través del río Amazonas.
La base de los caucheros peruanos se encontraba en Iquitos, por lo que era de suma importancia establecer una ruta practicable que comunicara los departamentos de Loreto y Madre de Dios. Una parte de este trayecto se podía efectuar por río, entrando por el Ucayali hasta sus nacientes en la unión del río Tambo y el río Urubamba. Desde ahí, la ruta se tornaba más problemática, pues no se conocía la forma de pasar desde algún afluente del Urubamba a algunos del Purús o del Madre de Dios, y la carretera era entonces inviable.
En estas circunstancias, Carlos Fermín Fitzcarrald, el mayor cauchero peruano, emprende la búsqueda del varadero que sirviese de comunicación entre esas dos cuencas. Su propósito era unir ese vasto y rico sector de la selva –en peligro por las excursiones de caucheros bolivianos y brasileños que incluso tuvieron el proyecto de crear una República del Acre– con la parte norte, ya recorrida intensamente por comerciantes y pobladores peruanos.
El varadero es el camino terrestre que comunica dos ríos que se desplazan paralelamente, o también dos puntos de un mismo río que ha efectuado una curva en "U". El varadero se establece, por supuesto, buscando el tramo más corto entre los cursos de agua y es un recurso muy práctico, que suele ahorrar muchas horas de viaje. Si el varadero es corto, el hombre de la selva transporta su canoa a lo largo de él, o, si no, efectúa sólo el trasbordo de su carga. Su importancia se vio reforzada durante la llamada época del caucho, pues durante ella los varaderos fueron intensamente utilizados.
Fitzcarrald se lanza a buscar el ansiado istmo en 1891. Además del interés por conectarse con Iquitos, tenía el de establecer mejores relaciones comerciales con empresarios brasileños y quizá sacar por ese territorio, sin tener que pasar por los controles de Iquitos, el caucho que extraía del Ucayali y el que podría extraer del Madre de Dios. Fitzcarrald movilizó a centenares de nativos para localizar el varadero, del que tenía vagas noticias transmitidas por nativos Al parecer, Fitzcarrald, durante los más de diez años en los que se pierde en la selva, habría residido entre ellos y obtenido gran predicamento.
La búsqueda de Fitzcarrald está marcada por la desmesura y lo repentino. Repentina y desmesurada fue su riqueza, y la casa que manda edificar, en 1892, en la confluencia del Ucayali y el Mishagua también tiene esas características. Esa mansión, destinada a ser su centro de operaciones, tenía tres pisos y veinticinco habitaciones y fue construida con madera de cedro. Jardineros chinos se encargaban del huerto. Poseía un almacén en el que podía encontrarse una gran diversidad de mercancías, y junto a ella se fueron agrupando otras casas de caucheros hasta crear un pequeño poblado.
Desde Mishagua, Fitzcarrald partió hacia el Urubamba. En agosto de 1893, encabezando una flotilla de canoas tripuladas por cientos de indios, entró al río Camisea y en cierto punto tramontó una pequeña elevación y llegó a otro río. Mandó construir una balsa y llegó hasta el Manu, que creyó identificar como un afluente del Purús, siendo así que lo era del Madre de Dios. A su regreso, tomó otra ruta más corta y recorrió el varadero conocido hoy como istmo de Fitzcarrald, los aproximadamente once kilómetros que separan el Serjali, afluente del Mishagua, del Caspajali afluente del Manu.

### Gomas y castañas
La actividad cauchera tomó otro cariz con la presencia de grandes capitales norteamericanos e ingleses: la Inca Rubber Company, de propiedad estadounidense, escogió el puerto de Mollendo para sus exportaciones a partir de 1906. Tras navegar por el río Tambopata, la ruta de salida del caucho era el camino de Tirapata y luego el ferrocarril de Arequipa a Mollendo. Las grandes empresas compradoras imponían sus precios y discriminaban entre las distintas calidades de goma. Pronto la actividad extractora perdió el sesgo aventurero y de rápido enriquecimiento de tiempo atrás. Durante la guerra mundial de 1914, surgió el interés de los países europeos por adquirir masivamente productos alimenticios de fácil conservación. Madre de Dios fue un gran proveedor de almendras y castañas que eran muy reputadas en el mercado internacional. Hacia 1914, Manaos, sobre el Río Negro, en el Brasil, fue el principal puerto de salida de las almendras y castañas de Madre de Dios, mediante el ferrocarril Madeira-Mamoré.

### El final de la «fiebre cauchera»

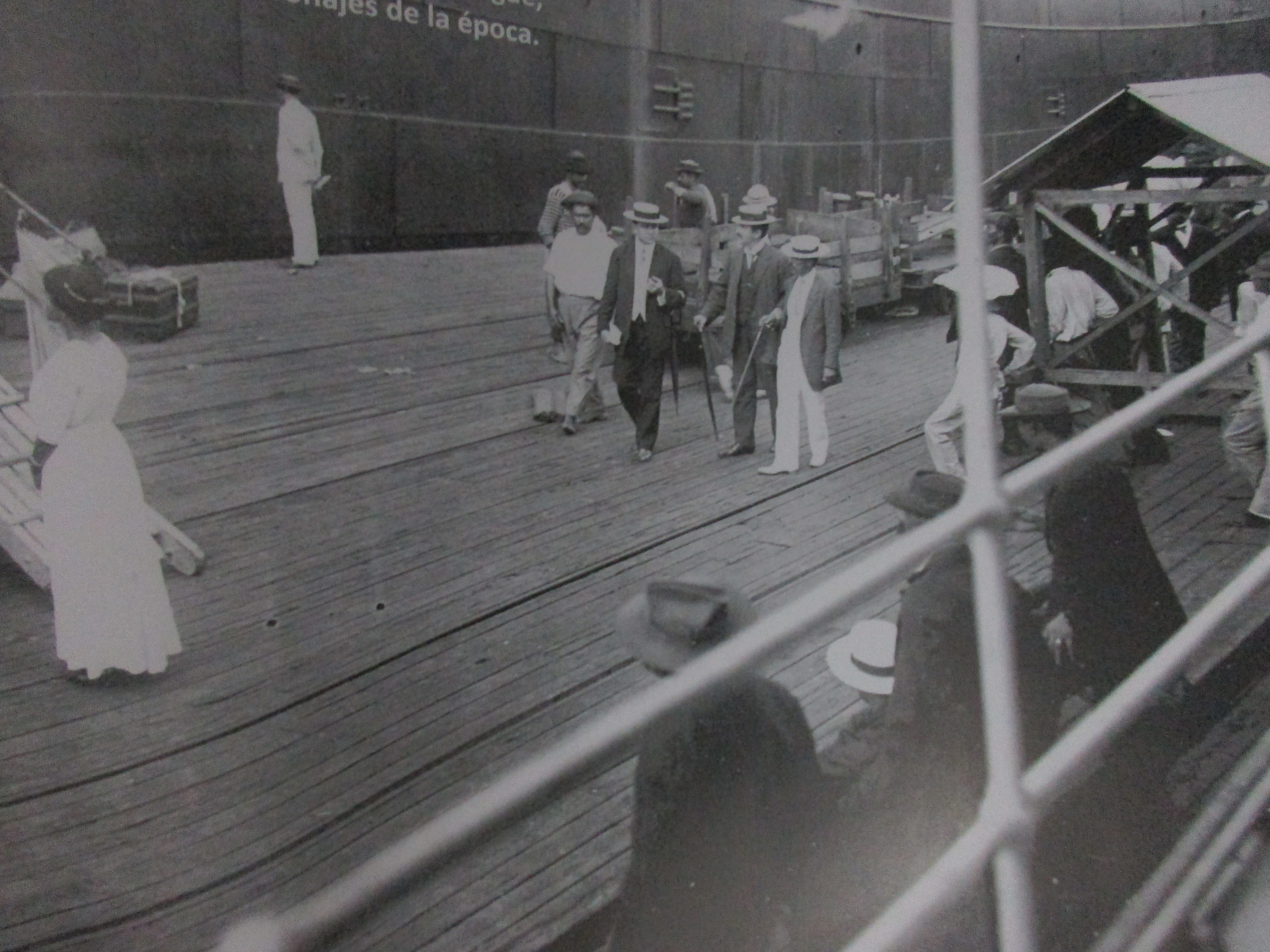
Empresarios y negociantes embarcándose desde el puerto de Iquitos para volver a Europa, huyendo de la Gran depresión económica cauchera.

Las selvas amazónicas de Sudamérica proporcionaban un clima de tipo tropical que resultaba el más adecuado para el crecimiento de la hevea brasiliensis, la planta productora del caucho, pero ciertamente dicho clima podía ser encontrado en otras regiones del mundo en las cuales la hevea brasiliensis pudiera ser introducida. Aunque la exportación de la hevea brasiliensis resultaba un riesgo, los gobiernos sudamericanos no habían tomado medidas para impedirlo, siendo muy difícil implantar un control efectivo en un territorio donde la autoridad efectiva recaía en los grandes empresarios caucheros y no en los representantes gubernamentales. Ya en 1873 el explorador británico Henry Wickham, como agente de su gobierno, había conseguido hurtar 70,000 semillas del árbol del caucho para llevarlas clandestinamente a Gran Bretaña y aclimatarlas en invernaderos, entendiendo Wickham que una gran parte de las semillas sustraídas se perdería al no poder ser aclimatadas. 
Recién en 1876 botánicos británicos lograron que germinara el 4% de las semillas robadas por Wickham y tras este éxito enviaron 2,000 semillas nuevas a las colonias británicas de Ceilán y Singapur para aclimatarlas en el trópico.  En 1883 fueron sembrados árboles del caucho en las Indias Orientales Neerlandesas (actual Indonesia) y ya en 1898 existían una plantación de caucho en la colonia británica de Malasia, con lo cual los caucheros sudamericanos empezaban a perder el monopolio mundial del caucho. La eficiencia de las plantaciones coloniales asiáticas y el menor coste que el caucho asiático suponía para los grandes consumidores europeos causó que los precios del caucho en los mercados mundiales empezaran a reducirse. Además, las plantaciones de caucho empezaron a difundirse en zonas bajo control colonial europeo dotadas de ferrocarriles y carreteras adecuadas, cercanas además a amplios puertos (a diferencia de la larga y costosa travesía del caucho por el río Amazonas), lo cual causó que los principales consumidores de caucho en el mundo (Europa y Estados Unidos) redujeran drásticamente sus compras de caucho sudamericano desde 1910.
En 1912 la reducción de las compras se hizo más aguda y ello causó una repentina disminución de los ingresos de los caucheros de Sudamérica, quienes nunca habían calculado la posibilidad de enfrentar una competencia y confiaban en el "flujo permanente" de riquezas. El lujo que por años había adornado las ciudades de Manaos, Belém do Pará, e Iquitos desapareció entonces súbitamente, mientras compañías caucheras se declaraban en quiebra poseyendo vastas plantaciones de caucho que ya no reportaban riqueza alguna. Al mismo tiempo los migrantes de todo tipo que llegaron atraídos por la riqueza cauchera abandonaban la región en cuanto les era posible hacerlo, pues la explotación del caucho era la única actividad productiva que sostenía la economía local. Caído el "ciclo del caucho" solo quedaban haciendas y localidades que pasaban del boato a la pobreza en breve plazo, mientras toda la región sufrió un abrupto descenso de población. El mismo Ferrocarril Madeira-Mamoré, inaugurado en abril de 1912, devino en una obra inútil pues para esa época el fuerte descenso de los precios del caucho hacía prohibitivo el transporte por tren.
Hacia 1914 la fiebre del caucho ya había desaparecido, sin haber generado una riqueza duradera para los países de Sudamérica. El fin del ciclo económico del caucho causó que las poblaciones de la selva amazónica se vieran forzadas a retornar a una economía basada en la agricultura, pero sin retornar al nivel de ingresos ganados con el caucho, en tanto el aislamiento tornaba muy onerosa la exportación de este.

## Fiebre del caucho en Colombia
El sistema de organización social del trabajo de la economía cauchera, debe entenderse en el marco del desplazamiento desde zonas del Caquetá y el Putumayo hacia el oriente colombiano, es decir, hacia la selva amazónica propiamente dicha. Este desplazamiento se da principalmente porque la deforestación en el Caquetá y en el Putumayo redujeron las posibilidades de explotación gomífera, haciendo apremiante la necesidad de buscar nuevos lugares donde explotar caucho negro. El sistema de producción que se consolidaría en el Amazonas venía ya gestándose desde antes, sin embargo solo allí encontraría las condiciones necesarias para ser potenciado. 

### Trabajo indígena
En primer lugar, pese a que los indígenas no estaban acostumbrados a pensar en términos de acumulación de ganancias y de optimización del trabajo –términos capitalistas-, sí estaban inmersos en una economía que no se regía por patrones monetarios; todo lo contrario, ellos estaban acostumbrados al intercambio de productos, y eso resultó enormemente provechoso para los “patrones” y comerciantes que les daban herramientas y productos básicos de subsistencia -los primeros-, y artículos o curiosidades de todo tipo -los segundos-, a cambio del caucho que extraían; los intercambios monetarios se daban en un porcentaje muy reducido. 
Usualmente se organizaban por unidades familiares de producción, y estaban a cargo de una figura normalmente conocida como capitán, patrón, “aviador”, en fin, de diversas formas; aquí le llamaremos “patrón” . Esta figura se trataba de un personaje que se endeudaba con su superior, pues este le proporcionaba artículos de subsistencia y herramientas de trabajo, que a su vez este le brindaba a los que extraían el caucho directamente. Cuando el caucho era entregado al “patrón” como contraprestación por los artículos entregados, el “patrón” pagaba su deuda con su superior, no sin antes asegurarse una ganancia por haber sido el intermediario en este proceso. En repetidas ocasiones algunos “patrones” prestaban a otros patrones, y se formaba una cadena desde los superiores hasta los extractores directos del caucho. Con esto, evidentemente, los “patrones” se aseguraban un excedente en cada uno de los eslabones de la cadena; en otras palabras, cada quien prestaba a unos valores mucho mayores de los que le prestaban. Las casas comerciantes eran quienes iniciaban esta cadena, generalmente estaban ubicadas en los centros urbanos, muchas de ellas en Neiva, y antes de la llegada de la Casa Arana su número era muy elevado; Roberto Pineda cuenta 15 de ellas . A estas casas era a donde llegaba el dinero proveniente de la exportación, lo cambiaban por mercancías –alimentos, vestuario, herramientas de trabajo- y procedía a prestarlo bajo la promesa de recibir el caucho a cambio durante la época del año productiva. Comenzaba así la cadena del “endeude”.  
Tras conocer el sistema de producción anteriormente descrito es posible inferir que todo el trabajo y el peso de este desorganizado sistema recaían sobre el indígena. Este último tenía que pagar con el esfuerzo de su trabajo los excedentes que a los “patrones”, por cuyas manos habían pasado un gran número de mercancías que a los caucheros –en adelante se le denominará así a la mano de obra- llegaban, se les ocurriera, pues no había un sistema para fijar los términos de los préstamos. Aun si dicho sistema hubiera existido, en medio de la selva no había pautas legislativas algunas que se respetaran, salvo las que imponía el “patrón” a su antojo. Por cuenta de estas largas cadenas de “endeude” se hacía cada vez más difícil que la comunicación sobre los precios internacionales fluyera de forma eficiente, y por tanto es pertinente pensar en un alto grado de desvinculación del mercado mundial de caucho con las condiciones internas de producción y organización. Una prueba de ello es que es muy difícil saber la forma según la cual valoraban los artículos que les entregaban a los indígenas a cambio del caucho extraído, ya que las dinámicas que se manejaban allá, en el interior de la selva amazónica, no eran reguladas de forma alguna por las casas comerciantes, a las cuales tan sólo les importaba que el primer intermediario –con el cual negociaban directamente- les entregara las existencias de caucho que se habían pactado. A causa de esta falta de organización, el trabajador indígena vivía con una deuda casi de carácter perpetuo, pues esta era, además, la estrategia del “patrón” para mantener la sujeción de la mano de obra a sus dominios, y evitar que escapara en búsqueda de mejores condiciones de vida.
Esta forma de producción es descrita de forma clara por José Eustasio Rivera, tanto en su libro La Vorágine, como en su informe al ministro de Relaciones Exteriores. Miremos un apartado de cada uno, para comprender la significación de este modo de producción para la época en la que se dio:
Le dice un “patrón” al señor Arana sobre la visita de un hombre en busca de su hijo, y que está dispuesto a pagar su deuda: “¡Señor Arana, voy a morir de pena! ¡Perdone usted! Este hombre que está presente vino a pedirme un extracto de lo que está debiéndole a la compañía; más apenas le enuncié el saldo, se lanzó a romper el libro, lo trató a usted de ladrón y me amenazó con apuñalarnos” 
Sobre el informe:

### Conflictos sociales de producción
Mucho hay que decir respecto de las relaciones anormales de los patrones con los trabajadores. Es un hecho que con los segundos se realiza hoy un comercio de esclavitud, disfrazado pero real. Para demostrarlo, basta aludir a la manera como se hace el enganche; el patrón los adquiere adelantándoles baratijas a cuenta de trabajo futuro, con recargos que a veces pasan del quinientos por ciento, y luego los obligan a trabajar donde le parezca para resarcirse del desembolso, cosa que no sucede nunca, pues siempre tiene el cuidado de que le estén debiendo. Otra forma de adquisición de personal consiste en el traspaso que un empresario hace a otro de sus trabajadores vendiéndole las cuentas de éstos aumentadas con una prima más o menos considerable, y sin que los hombres objeto de este tráfico sean siquiera consultados previamente ni conozcan las nuevas condiciones en que los adquiere el nuevo dueño. 
Estas descripciones hechas por José Eustasio Rivera le dan sustento a las afirmaciones de que tras la fachada del “endeude” se gestó en el Amazonas un régimen de esclavitud, que saqueó y destruyó el medio natural . Este “régimen de esclavitud” estuvo acompañado de toda una serie de formas de dominación, que se recrudecieron con la llegada de la compañía de Julio César Arana del Águila. Desde un inicio el uso de armas de fuego como medio de intimidación fue un elemento que les permitió los “patrones” ir captando mano de obra indígena de manera indiscriminada. Algunos indígenas querían poseer éstas armas para usarlas contra sus enemigos, e incluso pensaron en los blancos que veían llegar como aliados para ganar ventaja sobre sus enemigos ancestrales dentro de la selva. La deuda perpetua ya mencionada era otra de estas formas de dominación. El control del trabajo indígena también se fundamentaba en su ignorancia; los indígenas muchas veces eran engañados e incluso embriagados para que entregaran el caucho que extraían a un valor increíblemente bajo.

### La Casa Arana en Colombia
Con la presencia de la Casa Arana en territorio colombiano, por cuenta del contrato que firmaría en 1904 para establecer su compañía cauchera en el Amazonas colombiano, la tendencia de la economía cauchera fue hacia la monopolización. Para lograr esto, la compañía peruana se asoció con una compañía inglesa, con la cual juntaría capitales para poder cooptar por completo la promesa de la economía cauchera. Lo primero que esta compañía se propuso hacer fue eliminar a todos los competidores locales; por ello, muchos productores independientes o pertenecientes a casas comerciales pequeñas fueron objeto de persecución por parte de la Casa Arana hasta que, finalmente, la actividad cauchera se encontró casi que por completo en sus manos. La inversión que hace la compañía es bastante generosa, sin embargo esto no pesó tanto en el éxito que tuvo los primeros años como las duras formas de represión y control del trabajo que implementó. Con la llegada de esta compañía la dinámica que se venía registrando -de expansión hacia zonas que aún no habían sido explotadas, porque las anteriores ya se iban quedando sin recursos-, se mantuvo relativamente igual, lo que cambiaron fueron los sistemas de dominación y control, no sólo sobre el trabajo indígena –y en menor medida blanco- sino también sobre el territorio . 
El desenlace que vino tras esta época de dominación cruenta fueron una serie de rebeliones por parte de los indígenas. La más conocida de éstas es la rebelión de Atenas, en la Amazonía colombiana, que tuvo lugar en 1917. Los indígenas se mantuvieron en enfrentamiento armados durante varios días contra los delegados de la compañía. La traición de algunos de los indios que le avisó a los “patrones” –ya enviados y controlados por la Casa Arana- lo que los rebeldes tramaban, hizo que la agencia principal de esta región se preparara para el levantamiento armado; razón por la cual los indígenas sucumbieron ante en el fuego de los blancos .

### Análisis por periodos

#### 1906-1914
Todavía persiste el debate sobre las condiciones en las que la economía colombiana inició el siglo XX. Existen consensos en muchos aspectos; por ejemplo en que el crecimiento económico fue muy bajo en relación con otros países latinoamericanos, o que a inicios de siglo la actividad exportadora no era proporcionalmente muy grande. Los disensos giran en torno al grado de proteccionismo que asumió la política económica; unos dicen que se trató de una economía de corte liberal, otros dicen que los aranceles al comercio exterior estuvieron muy por encima de la media latinoamericana. Dado que no es posible, por el momento, inclinarse por alguna de éstas posiciones, vamos a suponer como despreciable la influencia de la política económica en la producción cauchera. La relación que observamos entre precio y cantidad en este sub-periodo es inversa. De esto podemos concluir algo que ya he venido esbozando, y es que el aumento del precio no parece haber sido el incentivo para el aumento de la producción. En este contexto, nos encontramos con que fue en 1906, tres años después de su llegada a Colombia, que la Casa Arana decide eliminar a los pequeños competidores, y asegurarse ciertos beneficios aduaneros, para obtener mayores ganancias, mediante la asociación que hace con compañías inglesas. Esta asociación restringe a Estados Unidos como destino de exportación de la Casa Arana. Así, encontramos que fue una disminución de impuestos lo que aumentó la producción en un primer momento de este periodo; es decir, hasta 1910. 
La creciente demanda de caucho a nivel mundial, hizo que hacia principios del siglo XX se comenzara a experimentar sobre la creación de caucho sintético; y hacia 1909 los alemanes encontraron una forma de caucho sintético que reemplazaba el natural. Este tipo de caucho se comenzó a comercializar y a producir a gran escala en los años 1910, frenado esto sólo con la Primera Guerra Mundial. Encontramos allí, entonces, la explicación más probable a la disminución en la producción después de 1910, pues la demanda había descendido considerablemente. Como no había demanda era de esperarse que los precios bajaran, sin embargo vemos que por el contrario suben; probablemente porque ante la falta de demanda proveniente de ciertas partes del mundo, la baja producción hizo que a los compradores que les quedaban se les cobrara un poco más caro; aunque no mucho, porque esto hubiera significado la quiebra. Vemos así a una Casa Arana con una capacidad competitiva muy baja, sin la posibilidad de bajar sus precios para competir con el caucho sintético, e intentando subsanar la baja producción con precios ligeramente más elevados; pues si bien la tendencia de los precios es a subir, el precio para 1914 es tan sólo 8,27% mayor que en 1906 –y si se considerara la inflación el aumento sería menor-.

#### 1914-1922
La tendencia del comportamiento de los precios fue creciente para este subperiodo, y decreciente para el valor total. La tendencia de los precios y de la cantidad para este subperiodo es creciente y las dos gráficas parecen tener pendientes muy parecidas; de manera que los precios aumentaron en alguna relación con la cantidad producida. Durante la Primera Guerra Mundial, Alemania, que era quien adelantaba todo el proceso de producción masiva de caucho sintético, no lo siguió produciendo. La demanda del caucho natural, como era de esperarse, aumentó; y esto llevó a un aumento de los precios de forma acelerada. Tal fue el aumento que a finales del subperiodo el precio era el 190,6 % que el precio del inicio. Sin embargo vemos que en 1918 y en 1921 hubo dos grandes bajas súbitas en la producción, acompañadas de la consecuente subida de los precios. Encontramos varias posibles explicaciones a este fenómeno. En primer lugar, podríamos afirmar que fue producto de las malas condiciones de trabajo a las que se enfrentaban los indígenas y en general los extractores de caucho que trabajaban para la Casa Arana; pues desde 1917 vino una oleada de levantamientos contra las casas comerciantes, y el desorden generalizado no se hizo esperar. Estos momentos de álgido conflicto entre “patrones” y trabajadores, además de la falta de incentivo con la que trabajaban, por cuenta de los abusos, fue probablemente una de las causas de la baja en la producción. Lo otro a lo cual podríamos hacer referencia es a la crisis de numerario que vivían muchas de las poblaciones en las cuales estaba asentada la Casa Arana. Hacia 1920 y 1921, esta crisis se agudizó, pues no había medios para activar un comercio en estas regiones, y las transferencias y responsabilidades del Estado cada día se veían más lejanas. En este contexto surge una tendencia al atesoramiento, se comienzan a cobrar muchas deudas, y se busca ahorrar; esto es doblemente perjudicial para una economía en recesión, en la que la falta de inversión por el clima de incertidumbre puede dar luces sobre estas bajas de producción de caucho.

#### 1922-1934

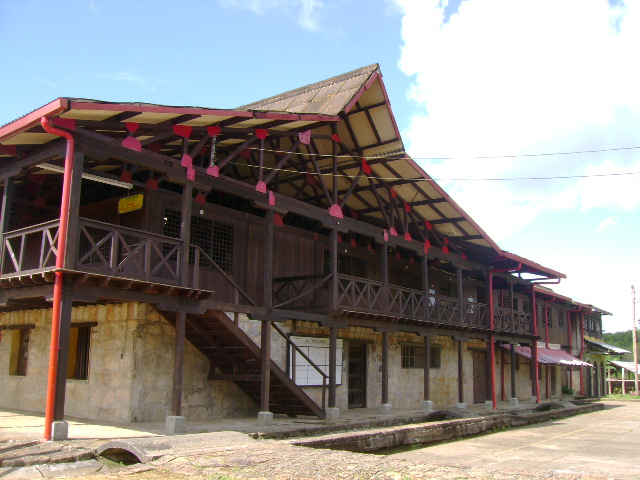
La Casa Arana en La Chorrera, actualmente en territorio colombiano.

En este subperiodo observamos que la tendencia tanto de la cantidad producida como de los precios es a bajar. El subperiodo comienza con una producción baja, y a lo largo de todo este observamos una correlación muy baja entre los precios y las cantidades. La crisis de numerario, mencionada en el subperiodo anterior, y la consecuente recesión que se vivía en el territorio cauchero, en especial en Loreto, fue lo que dio inicio a una fase final tan desoladora. El negocio del caucho seguía siendo rentable para los dueños de La Casa Arana, y las ganancias seguían siendo prometedoras; esto puede observarse en la gráfica, en la cual la producción baja de forma vertiginosa, en contraste con la disminución paulatina de los precios. Los precios tenían la tendencia a recuperarse, o al menos así fue hasta 1925. Hacia este año, como la actividad cauchera seguía siendo prometedora, la Casa Arana se propuso eliminar todos los inconveniente de orden interno que estaba teniendo. Para esto busca otras actividades extractoras que le permitan invertir en el caucho, busca reactivar el mercado de la región, y busca explotar la fuerza laboral de forma más rígida que antes. Estos intentos son los que vemos en forma de “pico” en este último subperiodo, pues estos esfuerzos rinden cierto fruto. Sin embargo estos intentos se encontrarían con situaciones como La Gran Depresión en 1929, o con La Guerra con el Perú; que bajarían la demanda internacional y la capacidad productiva, respectivamente. La economía cauchera quedaría tan golpeada tras esto, que no se volvería a recuperar nunca más, los tiempos de gloria y abundancia habían pasado; y si a esto le sumamos los avances internacionales cada vez mejor desarrollados por la creación y difusión del caucho sintético, quedan claras las razones por las cuales llega a su apogeo un mercado que en el siglo XIX parecía tan prometedor.

## La fiebre del caucho en la cultura popular
- La carta, película dirigida por William Wyler en 1940 cuya acción transcurre en una plantación de caucho de Singapur donde se comete un asesinato.

- Manaos, novela de Alberto Vázquez-Figueroa ambientada en la Amazonia brasileña durante la época de la fiebre del caucho.

- La vorágine, novela del autor colombiano José Eustasio Rivera ambientada en la Amazonia Colombiana que narra los padecimientos de los caucheros y colonos que se internan en la jungla para explotar el látex, así como los sufrimientos de los indios nativos considerados como "los esclavos del caucho".

- Una parte de la novela de Mario Vargas Llosa El sueño del celta  menciona la fiebre del caucho, cuando el protagonista Roger Casement visita la Amazonia para enviar informes al gobierno de Gran Bretaña sobre los crímenes cometidos por los empresarios caucheros contra las comunidades indias del río Putumayo.

- Fitzcarraldo, película alemana de 1982 dirigida por Werner Herzog y protagonizada por Klaus Kinski, narra las aventuras de un millonario cauchero irlandés que explora la selva amazónica en Perú para asegurarse una amplia porción de tierras y así financiar su sueño: construir un lujoso teatro de ópera en la jungla para un concierto de Enrico Caruso.

- El abrazo de la serpiente, película colombiana de 2015 dirigida por Ciro Guerra y ambientada en la Amazonia colombiana, narra dos historias basadas en las memorias de los científicos Theodor Koch-Grünberg y Richard Evans Schultes quienes en distintos tiempos respectivamente; 1909 y 1940, son guiados por Karamakate, el último chamán  de su tribu en busca del yakruna, una planta difícil de conseguir: los viajes permiten observar la explotación del caucho, mostrando igualmente la esclavitud que sufren los nativos de la zona.